# Kisz (miasto)
Kisz (perski: كيش) – miasto w południowym Iranie, w ostanie Hormozgan, na wyspie Kisz. W 2006 roku miasto liczyło 20 667 mieszkańców w 6163 rodzinach.